# Friedensreich Hundertwasser
Friedensreich Hundertwasser (från början Friedrich Stowasser), född 15 december 1928 i Wien, död 19 februari 2000 på RMS Queen Elizabeth 2 i Stilla havet nära Nya Zeeland, var en österrikisk bildkonstnär och formgivare.
| ”                             | Den raka linjen är ogudaktig och omoralisk. | „ |
| – Friedensreich Hundertwasser |                                             |   |

## Konstnärens namn
Redan när han studerade en kort period vid Akademie der bildenden Künste Wien 1948 beslöt han sig för att ändra sitt efternamn 'Stowasser', så att dess ursprungliga innebörd lyftes fram. Stowasser blev Hundertwasser. 'Sto' är tjeckiska för 'hundert' eller 'hundra', alltså 'Hundravatten' på svenska. Senare gjorde han likadant med sitt förnamn Friedrich (Fredrik på svenska), vilket blev Friedensreich (Fredsrike). Så småningom gjorde han ytterligare tillägg av mellannamn, så att det fullständiga namnet slutligen löd Friedensreich Regentag Dunkelbunt Hundertwasser (ungefär: Fredsrike Regndag Mörkfärggrann Hundravatten).

## Levnad
Hundertwasser var enda barnet till ingenjör Ernst Stowasser från Böhmen och hans fru Else, född Greiss, från Mähren. Fadern avled som följd av blindtarmsinflammation strax efter sonens ettårsdag och modern blev ensamstående. Vid sju års ålder började han på Montessori i Wien. Konstpedagogerna där gav honom ett "utomordentligt form- och färgsinne" som omdöme. Fastän hans mor var judinna döptes Hundertwasser katolskt 1935. Efter Anschluss av Österrike gick han 1938 med i Hitlerjugend. Då en privatskoleelev var alltför iögonfallande, lät Else Stowasser sin son börja i en statlig skola. 1943 blev 69 släktingar på moderns sida deporterade till förintelseläger.

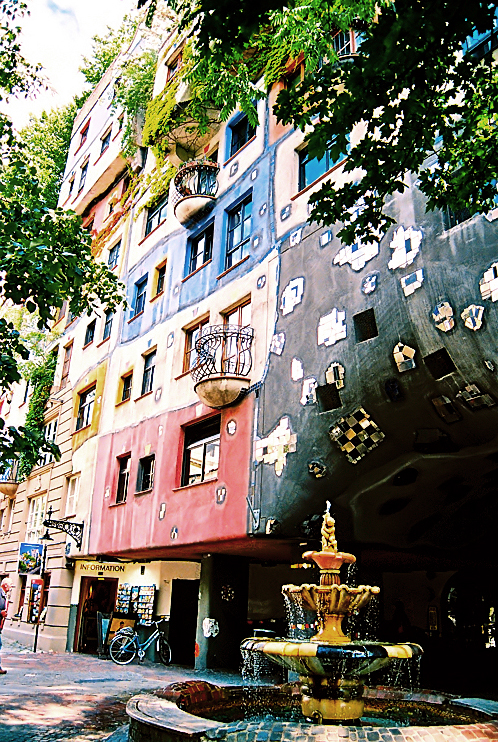
Hundertwasserhaus i Wien

Efter studenten vid läroverket i Horn 1948 gick han vintern 1948-49 tre månader vid Wiens anrika konstakademi. En konstnär han tog intryck av vid denna tid var den österrikiske expressionisten Egon Schiele. Vid akademin började han även signera sina arbeten Hundertwasser. April 1949 for Hundertwasser för första gången till Italien. I Florens lärde han känna den franske konstnären René Brô som också var på resa; de skulle bli vänner för livet. Tillsammans reste de 1950 till Paris, vilket följdes av resor till Marocko, Tunisien, Sicilien och upp i Steiermarks alper.
Hundertwasser reste gärna och mycket under sitt liv. På så sätt lärde han sig engelska, franska och italienska. Han kunde dessutom lite japanska, ryska, tjeckiska och arabiska. Med sig hade han alltid en liten målarlåda, för att kunna måla var han än var. Sina första utställningar hade Hundertwasser 1952 och 1953 i hemstaden Wien, 1955 i Milano, 1954 och 1956 i Paris.
År 1957 flyttade Hundertwasser och René Brô in i en gård i den lilla franska byn Courgeron i kommunen Le Pin-au-Haras i Normandie, där de delade ateljé. 1958 gifte han sig hastigt på Gibraltar med den österrikisk-italienska tonårsflickan Herta Leitner; de skilde sig två år senare, samma år som Friedrich Hundertwasser för första gången besökte Japan. 1961 mottog han Mainichi-priset vid den 6:e Internationella Konstutställningen i Tokyo. 1962 gifte han om sig med den japanska konststuderanden Yuko Ikewada, ett äktenskap som varade till 1966. Under tiden i Japan ändrade Hundertwasser sitt förnamn. Han översatte Friedrich med de japanska tecknen för Frieden (fred) och Reich (rike) och kallade sig härefter för Friedensreich.
År 1964 hittade han stugan till en nedlagd gammal såg invid källflödet Kleine Kamp i Niederösterreich. Den låg i det glest bebyggda skogsområdet Waldviertel i närheten av byn Roiten vid Rappottenstein. Där, långt från allt hektiskt liv och mitt i naturen, inrättade han ett nytt boende och en ny ateljé. Samma år visades målningar av Hundertwasser på documenta III i Kassel.

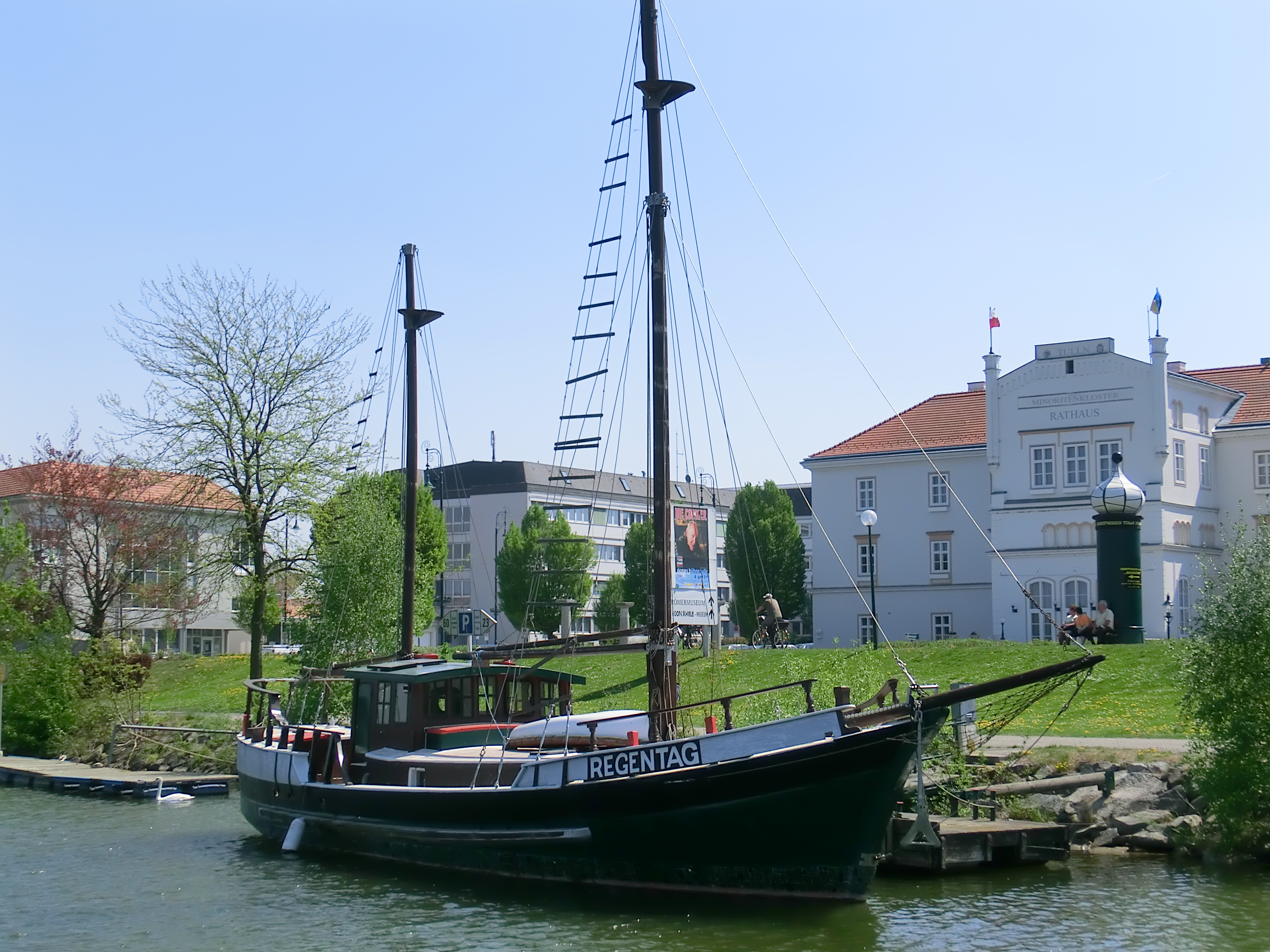
Hundertwassers 15 meter långa tvåmastare Regentag för ankar i österrikiska Tulln an der Donau sedan 2004, framför det före detta Franciskanerklostret som numera är konstmuseum.

Åren 1969-72 arbetade han med den tyske filmregissören Peter Schamoni på filmen Hundertwasser Regentag. Den handlar bland annat om ett gammalt sicilianskt-tunisiskt fraktfartyg för salt, vilket Hundertwasser 1967 under kapten Mimmo seglade med från Palermo upp till Venedig och som efter en fullständig ombyggnad blir Hundertwassers skepp Regentag. Det var den andra dokumentärfilmen om konstnärens liv. Den första hette Hundertwasser – Leben in Spiralen ["Hundertwasser - liv i spiraler"] och gjordes av den österrikiske filmaren Ferry Radax (1966). Radax skulle långt senare, 1995-98, följa upp med ytterligare en film om Hundertwasser in Neuseeland ["Hundertwasser i Nya Zeeland"].
1982 föddes Hundertwassers enda barn, hans dotter Heidelinde Trimmel.
Från 1975 och fram till sin död bodde Hundertwasser i Kawakawa, ett litet jordbrukssamhälle i norra Nya Zeeland. Han kom alltmer att betrakta Nya Zeeland som sitt officiella hem. 1979 utgav han en bok om Ao Tea Roa, som är maori och brukar översättas Det Långa Vita Molnets Land. Hans egen undertitel till boken var Insel der verlorenen Wünsche ["De förlorade önskningarnas ö"], dvs en plats där inget mer fanns att önska. 1986 blev han nyzeeländsk medborgare. Oavsett vart han reste i världen var hans klocka inställd på nyzeeländsk tid. I enlighet med en sista önskan jordfästes han den 3 mars 2000 på sin tomt i Kawakawa i vad han själv hade gett namnet De Lyckliga Dödas Trädgård, under ett tulpanträd, utan kista och naken, insvept i den koruflagga som han själv hade formgivit i början av 1980-talet.
År 2007 uppkallades ett torg efter honom i Wien, Friedensreich-Hundertwasser-Platz.

## Utmärkelser (urval)
- 1987: Arts et Lettres-orden. Officer.
- 1997: Österrikiska republikens förtjänstorden
- Asteroiden 6231 Hundertwasser[3]

## Konstnärlig verksamhet
Hundertwasser blev tidigt medlem av Art-Club i sin hemstad Wien. Hans blandning av figurativ och abstrakt konst präglas av starka färger, spiraler och oregelbundna former. Detta gäller såväl hans bildkonst som formgivning och byggnadsstil.

### Byggnadsverk
Hundertwasser har blivit vida känd för sina byggnadsverk, men såg på byggnadskonst med en helt oskolad blick och tog rent av avstånd från all utbildning i ämnet. Hans första byggnadsverk var Hundertwasserhaus i Wien, som uppfördes 1983-86 med arkitekthjälp av Peter Pelikan och Josef Krawina. Det följdes av ett stort antal andra byggnader i Österrike och Tyskland, och även enstaka hus i Japan, Kalifornien, Schweiz, Israel och Nya Zeeland.

## Fotogalleri

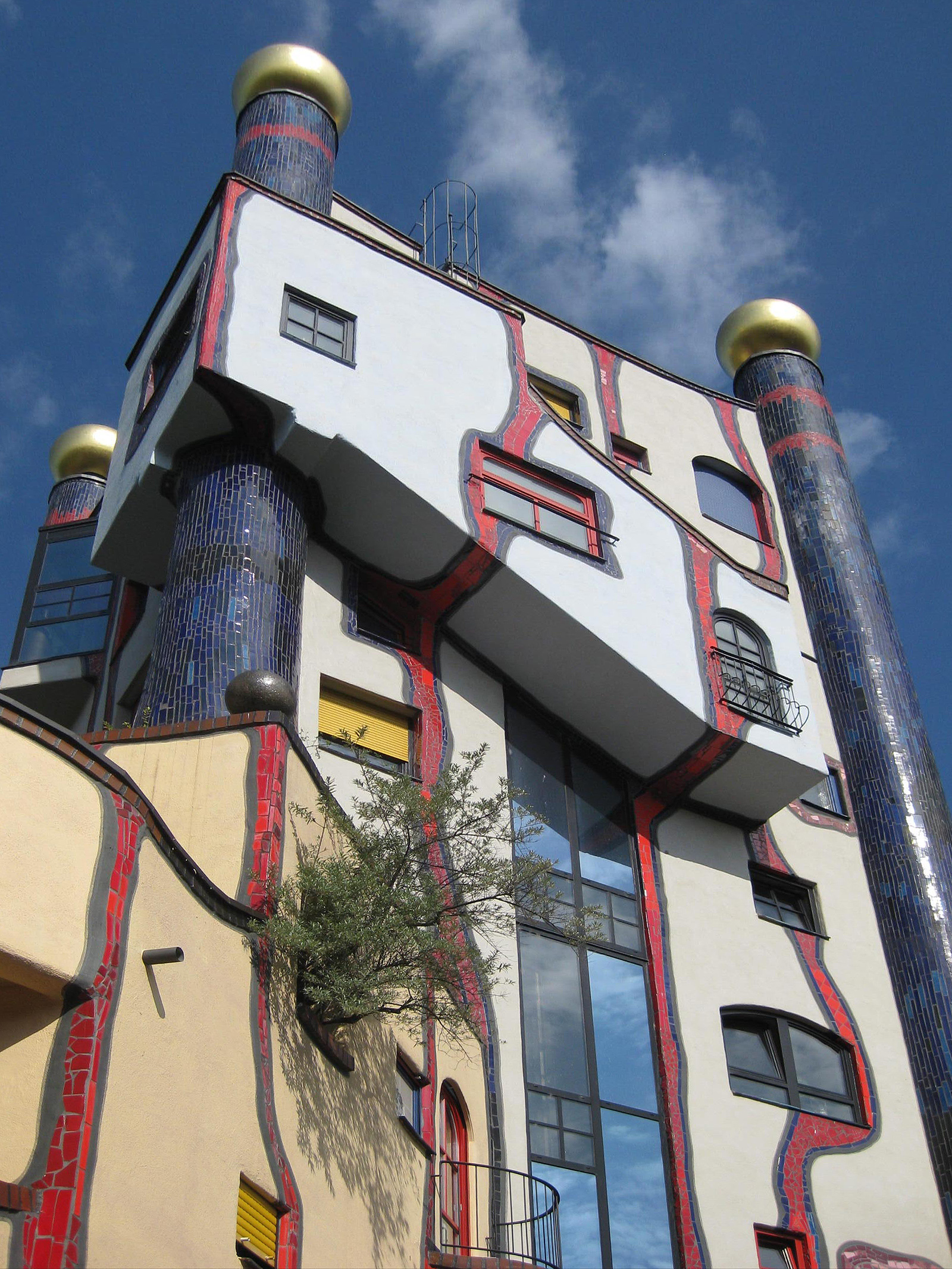
Wohnen unterm Regenturm ["Bo under Regntornet"], Plochingen
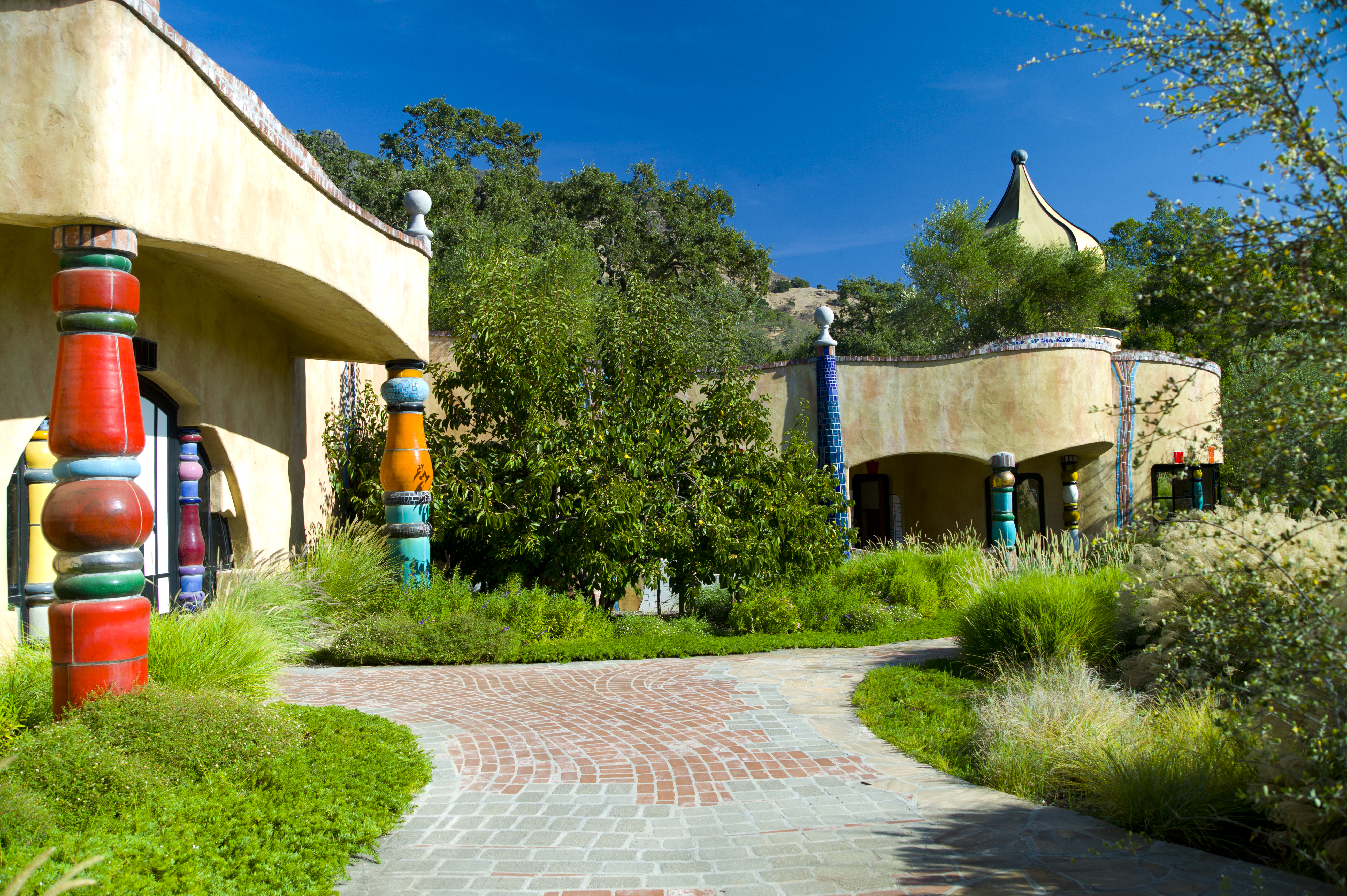
Entrén till vingårdsbyggnaden Quixote Winery, Napa Valley
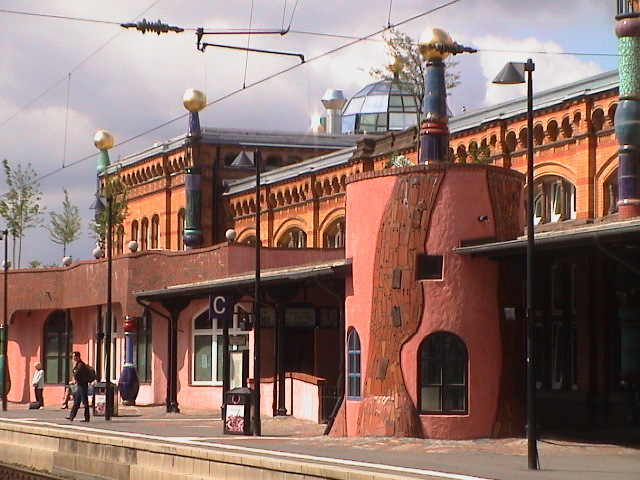
Uelzens järnvägsstation
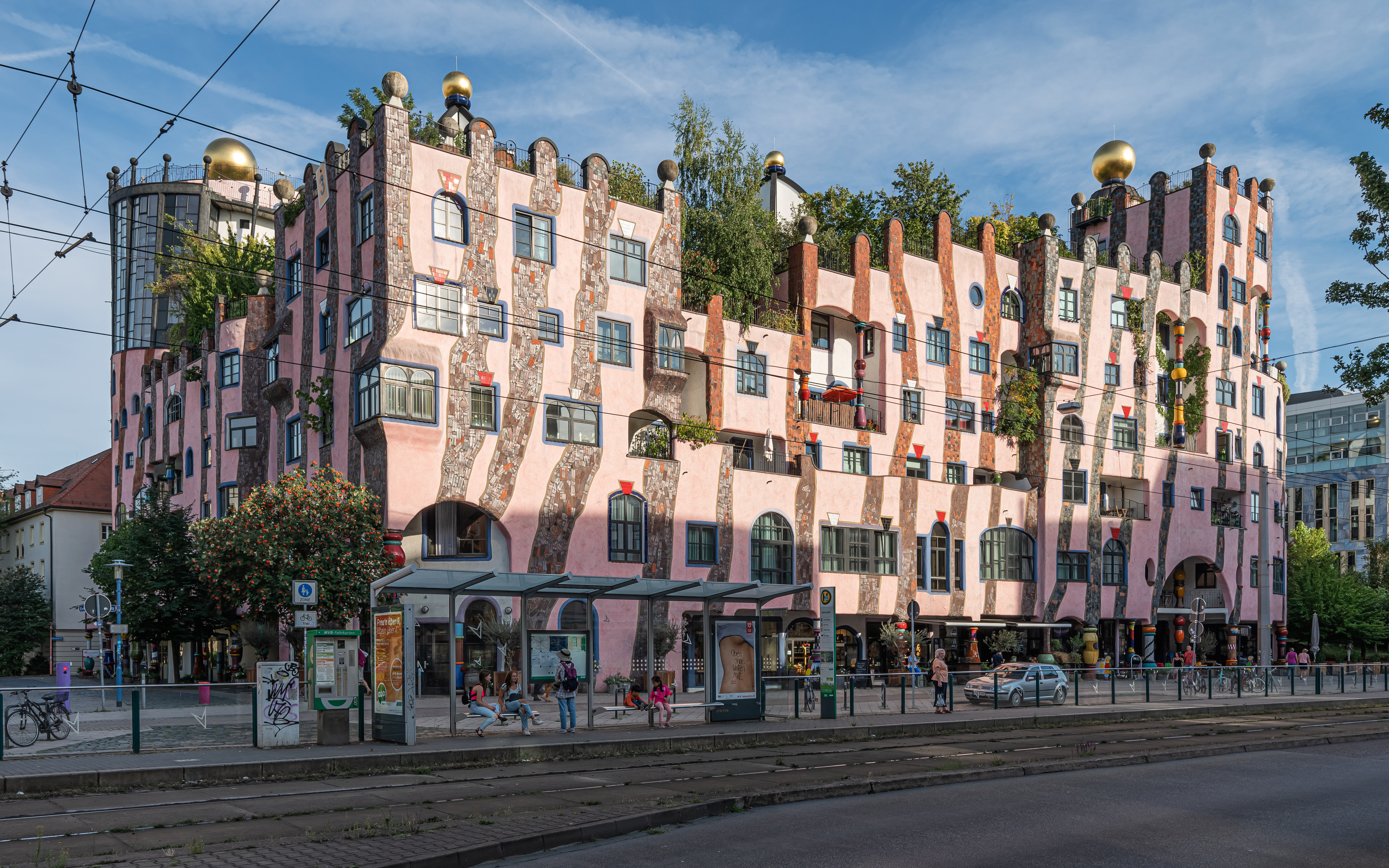
Gröna citadellet i Magdeburg
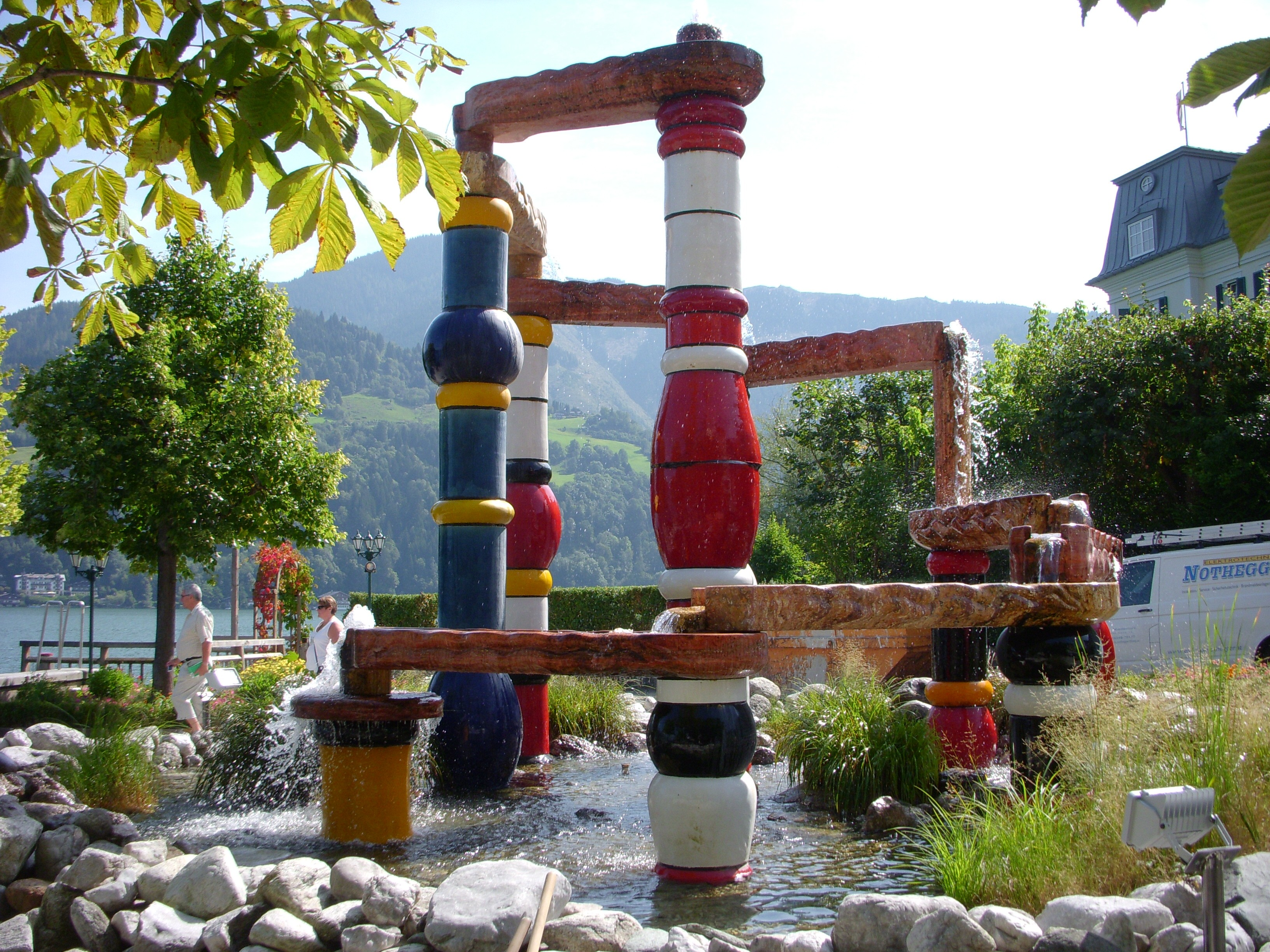
Österrikebrunn i Zell am See
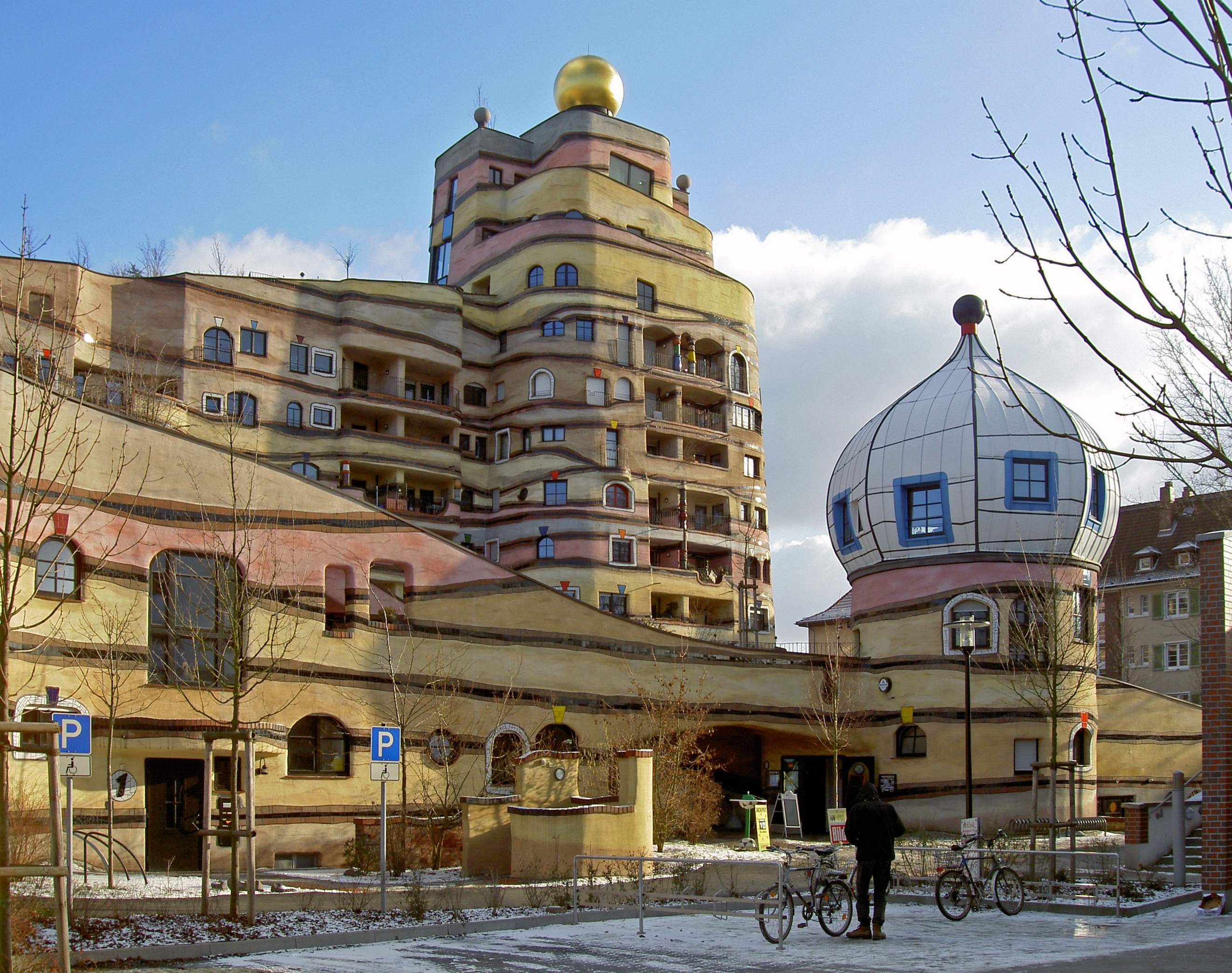
En del av bostadskomplexet Waldspirale i Darmstadt
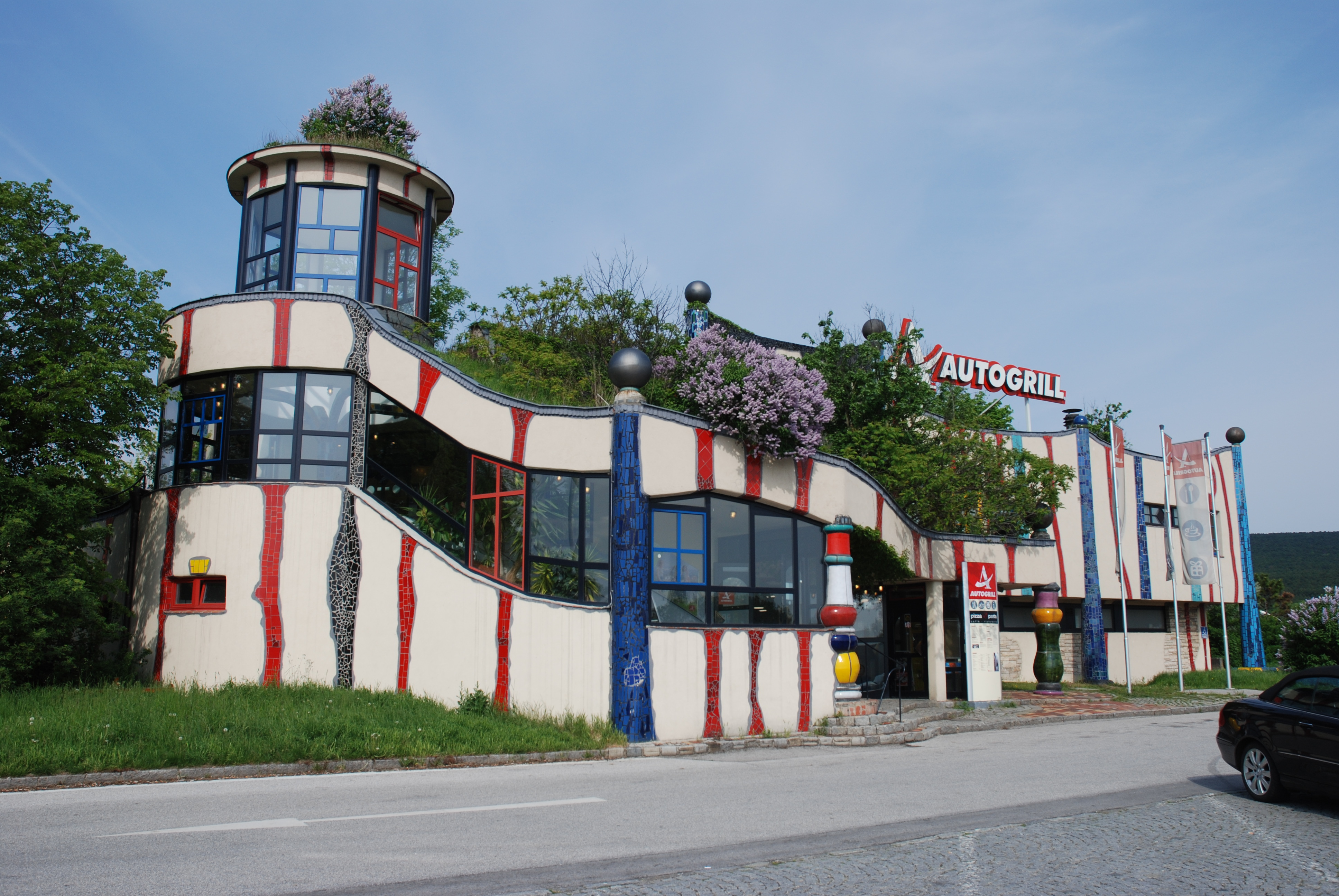
Autogrills motorvägsrestaurant i Bad Fischau-Brunn vid motorvägen A2 i Österrike

### Bildkonst

Koruflaggan, formgiven av Hundertwasser 1983, är också ett uttryck för den helt spontana och ursprungligen oavsiktliga överensstämmelsen mellan den europeiske bildkonstnärens djupt personliga, måleriska användande av spiralformiga mönster sedan början av 1950-talet och maoriernas traditionella användande av spiraler på Nya Zeeland.

1953 gjorde Friedensreich Hundertwasser bruk av spiralen för första gången och det skulle bli en distinkt beståndsdel av hans måleri. Konstkritikern Wieland Schmied beskrev 1999 måleriet så här. "En väsentlig del hos själva effekten av Hundertwassers måleri kommer från färgen. Denna lägger han instinktivt, utan givna regler. Han föredrar intensiva, lysande färger och älskar att lägga komplementfärger omedelbart intill varandra – kanske för att poängtera spiralens dubbelrörelse." 
Felicitas Heimann-Jelinek, intendent vid Judiska museet i Wien och lärare i judisk historia och identitet, har drivit tesen att Hundertwassers labyrintiska spiralstil bottnade i en ständig anspänning och rädsla åren 1938-1945. Hundertwasser var också märkbart upptagen av förintelsen under en period. Bilder som Blut regnet auf die Häuser ["Blod regnar över husen", 1961], Judenhaus in Österreich ["Judehus i Österrike", 1961-62], Blutgarten ["Blodsträdgård", 1962] eller Krematorium (1963) tyder på det.
Hundertwasser arbetade med många grafiska tekniker: litografi, silk screen, radering, färgträsnitt och ytterligare andra. Han var den förste europeiske målare vars verk ristades och trycktes av japanska mästare. Framför allt lyckades han framställa grafikmappar där samtliga blad var original.

### Formgivning
Hundertwasser gjorde en affisch i konstnärsserien till Olympiska sommarspelen 1972 i München. 1975 började han formge frankostämplar och frimärken.
Inför en planerad nyutgåva lät sig Hundertwasser 1993 övertalas att designa en klassisk latin-tysk skolordbok. Den kallas "Stowasser" och utgavs första gången 1894 av konstnärens egen äldre släkting, läraren och filologen Joseph Maria Stowasser (1854-1910). Denna jubileumsutgåva av en i samtliga tyska språkområden vitt spridd ordbok kom 1994 i precis hundra ("sto"="hundra") olika färgnyanser och är fortfarande till försäljning.

### Tre tal om arkitektur
| ”                             | Människan har tre hudar: Hon föds i den första, den andra är hennes klädsel och den tredje är fasaden till hennes hus. | „ |
| – Friedensreich Hundertwasser | |   |

På 1950-talet började Hundertwasser göra upp med en rådande modernistisk arkitektur i allmänhet och funktionalismen i synnerhet. Istället ville han kämpa för en byggnadskonst som var villig att göra såväl natur som människa rättvisa, något som så småningom skulle urskiljas som en postmodernistisk arkitektur. Han skrev manifest, essäer och genomförde egna demonstrationer. "Mögelbildningsmanifestet mot rationalismen inom arkitekturen" hölls som tal på tre håll i juli 1958 och trycktes samma år. I detta manifest formulerade han ett underkännande av rationalismen, av den raka linjen och funktionella arkitekturen . Nio år senare hölls ett "Nakental för rätten till den tredje huden" [Nacktreden für das Anrecht auf die dritte Haut] i München 1967 och i Wien 1968. Hundertwasser höll talet under uppseendeväckande former, nämligen naken och flankerad av två lika nakna kvinnor och det blev i sig ett uttryck för en tidsenlig performancekonst. I detta "Nakental" hävdade Hundertwasser att människan förslavats genom arkitekturens sterila rastersystem och genom en mekaniserad industris serietillverkning . Han vidareutvecklade sina tankegångar i ytterligare ett tal kallat "Loss från Loos - lag på individuella byggändringar eller arkitektur-bojkott-manifest" [Los von Loos – Gesetz für individuelle Bauveränderungen oder Architektur-Boykott-Manifest, 1968]. "Loss från Loos" syftade på den rationella, sterila byggnadstradition som utgick från den österrikiske arkitekten Adolf Loos. I all sin mördande monotoni bar denna tradition ansvaret för människans miserabla boendemiljö. Han uppmanade till bojkott av denna arkitektur, krävde en skapande byggfrihet och rätten till individuella byggändringar.

#### Österrike
- Hundertwasserhaus i Wien, 1983-86
- Mierka spannmålssilo, Krems, 1982-83
- Rupertinum, Salzburg, 1980-87
- St.-Barbara-Kirche, Bärnbach, 1987-88
- Bymuseum, Roiten, 1987-88
- Textilfabrik Rueff, Muntlix, 1988
- Sopförbränningsstation, Spittelau, 1988-97
- Motorvägsrestaurant Bad Fischau-Brunn, 1989-90
- Kunsthaus Wien, 1989-1991
- Hundertwasser Village, Wien, 1990-91
- Brunnsanläggning, Zwettl, 1992-94
- Paviljong bredvid Ponton, Wien, 1992-94
- SpiralfluβTrinkbrunnen Linz, 1993-94
- Canceravdelning (Onkologi), Graz, 1993-94
- Mazur Taxi, Wiens flygplats, 1993-94
- Kurortshotellet Rogner Bad Blumau, 1993-97
- Flodbåten MS Vindobona, Wien, 1995
- FernWärmeWien, kontorsbyggnad, 1996-97
- Österrikebrunn i Zell am See, 1996-2003

#### Tyskland
- Rosenthal AG, Selb, 1980-82
- Hundertwasser-daghem, Frankfurt-Heddernheim, 1988-95
- Eko-hus, Hamm, Maximilianpark, 1981-82
- In den Wiesen (På ängarna) Bad Soden am Taunus, 1990-93
- Wohnen unterm Regenturm ["Bo under Regntornet"] Plochingen am Neckar, 1991-94
- Luther-Melanchton-Gymnasium i Lutherstadt Wittenberg, 1997-99
- Stadtcafé Ottensen, Hamburg, i samarbete med Jule Beck, 1998
- Waldspirale i Darmstadt, 1998-2000
- Uelzens järnvägsstation, 1999-2001
- Kupolförsedda daghemmet Düsseler Tor i Wülfrath, 2001
- Gröna citadellet i Magdeburg, 2004-2005
- Ronald McDonald Hus i Essen/Grugapark
- Bryggeriet Kuchlbauers hundertwassertorn i Abensberg, en något kortare version (35 m) av Hundertwassers originalidé (50 m) förverkligad av arkitekt Peter Pelikan, 2007-08

#### Japan
- Countdown 21st Century Monument for TBS, Tokyo, 1992
- Kid's Plaza, Osaka, 1996-97
- Maishima Incineration Plant, Osaka, 1997-2000
- Maishima Sludge Center Osaka, 2000

#### USA
- Quixote Winery, Napa Valley, 1988-98

#### Israel
- SpiralfluβTrinkbrunnen II, Tel Aviv, 1994-96

#### Schweiz
- Saluhall Altenrhein, 1998-2001

#### Nya Zeeland
- Offentlig toalett, Kawakawa, 1999

## Dokumentärfilmer om Hundertwasser
- Ferry Radax: Hundertwasser - Leben in Spiralen (1966)
- Ferry Radax: Hundertwasser in Neuseeland (1998)
- Peter Schamoni: Hundertwasser Regentag (1972)